# حكاية صابر (مسلسل)
حكاية صابر مسلسل درامي يمني من إنتاج التلفزيون اليمني، وتأليف يحيى السنحاني وإخراج عبد الرحمن دلاق. يحكي قصة موظف بسيط دارت الحياة معه دورتها وتحول إلى تاجر من الأثرياء البخلاء ويحكي المسلسل بأسلوب مشوق أحداث حياة هذا الإنسان صابر.

## الممثلين
- محمود خليل.
- نبيل حزام.
- عبدالكريم الأشموري.
- يحيى إبراهيم.
- مديحة الحيدري.
- سليمان داوود.
- خالد البحري.
- علي الخياط.
- محمد علي قاسم.
- شفيقة الانسي.
- فوزية الأصبحي.
- محمد المطري.
- سحر الأصبحي.
- محمد الهمداني.

وغيرهم من الممثلين اليمنيين.